# Jewgienij Iwczenko
Jewgienij Michajłowicz Iwczenko ros. Евгений Михайлович Ивченко (ur. 27 czerwca 1938 w Iskryskiwszczynie w obwodzie sumskim na obecnej Ukrainie, zm. 2 czerwca 1999) – białoruski lekkoatleta (chodziarz) startujący w barwach ZSRR, medalista olimpijski z 1980.
Zajął 8. miejsce w chodzie na 20 kilometrów na mistrzostwach Europy w 1971 w Helsinkach. Nie ukończył tej konkurencji z powodu dyskwalifikacji na igrzyskach olimpijskich w 1972 w Monachium. Zajął 15 miejsce w chodzie na 20 kilometrów na mistrzostwach Europy w 1974 w Rzymie.
Na igrzyskach olimpijskich w 1980 w Moskwie zdobył brązowy medal w chodzie na 50 kilometrów, za Hartwigiem Gauderem z NRD i Jordim Llopartem z Hiszpanii. Miał wówczas 42 lata.
Był mistrzem ZSRR w chodzie na 50 kilometrów w 1980, a także wicemistrzem w chodzie na 20 kilometrów w 1971, 1972, 1974 i 1975.